# Manolo Jiménez Salinas
Manolo Jiménez Salinas (Saltillo, 12 de junio de 1984) es un empresario y político mexicano, miembro del Partido Revolucionario Institucional. Desde el 1 de diciembre de 2023 se desempeña como gobernador de Coahuila.

## Biografía
Nació el 12 de junio de 1984 en Saltillo, Coahuila de Zaragoza. Es el mayor de los cuatro hijos del matrimonio formado por los ingenieros Liliana Salinas Valdés y Manuel Jiménez Flores.
Estudió la carrera de ingeniería industrial y de sistemas en el Tecnológico de Monterrey, Campus Monterrey. Cuenta con una maestría en administración pública por la Escuela de Gobierno y Transformación Pública del Tecnológico de Monterrey. Además, ha realizado diplomados en ciencia política, negocios y liderazgo por diversas instituciones educativas del extranjero entre las que se encuentran la Universidad de Salamanca en España y la Universidad George Washington en Estados Unidos.
Durante su formación académica en el Tecnológico de Monterrey participó activamente como líder estudiantil, destacando como presidente de la Federación de Estudiantes e integrante del Consejo Estudiantil, miembro fundador del Consejo Estudiantil de Filantropía, y presidente del Consejo de Asociaciones Regionales y Extranjeras, de la Federación de Estudiantes Coahuilenses, y de la Asociación de Estudiantes de Saltillo.
Por estas actividades, al graduarse recibió de manos del doctor Rafael Rangel Sostmann, rector del Tecnológico de Monterrey, el premio Borrego de Oro en la categoría de liderazgo estudiantil. Además, el gobierno del estado le entregó la mención honorífica del Premio Estatal de la Juventud 2006 en la categoría mérito cívico. Posteriormente, el Tecnológico de Monterrey le entregó un segundo Premio Borrego de Oro, esta vez en la categoría de egresado con trabajo continuo a favor de la comunidad.
Desde hace 15 años participa en la iniciativa privada en el ramo de la construcción donde llegó a ser Vicepresidente de la Cámara Nacional de la Industria de Desarrollo y Promoción de Vivienda.
Está casado con Paola Rodríguez López con quien tiene cuatro hijos: Manolo, Santiago, Catalina y Cordelia.

## Trayectoria política

### Inicios
Durante sus primeros años de juventud, fungió como coordinador juvenil de la precampaña de Enrique Martínez y Martínez a la presidencia de la república.
En asociación con un grupo de empresarios y de jóvenes universitarios creó el proyecto ciudadano Saltillo para Bien para llevar apoyos sociales a las zonas más marginadas del municipio. De igual modo presidió el Consejo Alianza Coahuila.
En el año 2008 inició formalmente su carrera política como representante de la colonia Brisas Poniente de Saltillo. Posteriormente fue electo regidor de la ciudad del 2009 a 2010.
Dentro de su partido, el PRI, se ha desempeñado como presidente del comité municipal de Saltillo, secretario de gestión social del comité estatal, secretario juvenil en el comité municipal y secretario de la región sureste del Instituto Político Empresarial. Además de ser consejero político nacional, estatal y municipal.

### Diputado Local

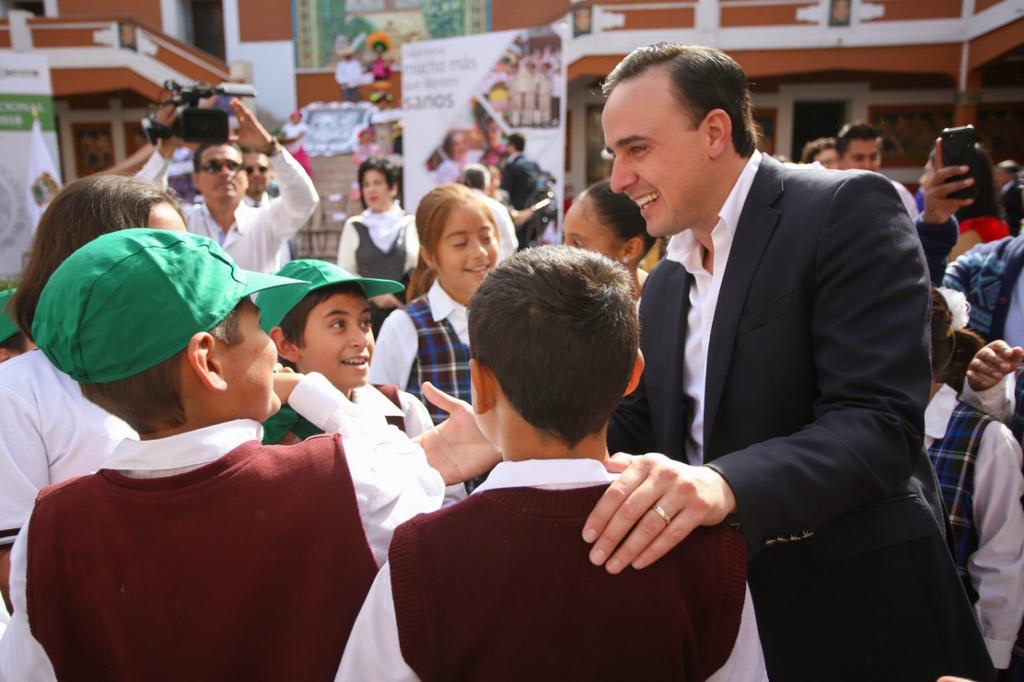
Visita a estudiantes de educación básica

En las elecciones locales de 2011 fue candidato a diputado local por el tercer distrito local que comprendía una parte de Saltillo. Su candidatura fue avalada por la coalición formada por el Partido Revolucionario Institucional, el Partido Verde Ecologista de México, Nueva Alianza, el Partido Socialdemócrata y el Partido Primero Coahuila. Fue el ganador de la contienda con 49 493 votos lo que representa el 70.0% de los votos válidos de la elección.
El 1 de enero de 2012 rindió protesta como diputado local en la LIX Legislatura del Congreso del Estado de Coahuila. Terminó su encargo el 31 de diciembre de 2014.
Durante la legislatura fue coordinador de la comisión de deporte y juventud, secretario de la comisión de ciencia y tecnología e integrante de las comisiones de seguridad pública, de educación, cultura y actividades cívicas, y de fomento económico y turismo.
Durante su periodo como legislador propuso y logró la aprobación de una reforma al Código Penal del Estado para mejorar la seguridad estatal y la expedición de dos nuevas leyes en el estado: la ley de cultura física y deporte, y la ley para el desarrollo integral de la juventud, estas últimas dos leyes se encuentran aún vigentes.
Además, formó parte del grupo impulsor que elaboró y logró la aprobación de nuevas leyes en derechos humanos y desarrollo social, tales como la ley de asistencia social y protección de derechos, la ley de igualdad entre mujeres y hombres, la ley para la prevención y combate a la pobreza extrema, la ley de víctimas y la ley de acceso a la información pública y protección de datos personales.

### Presidente municipal

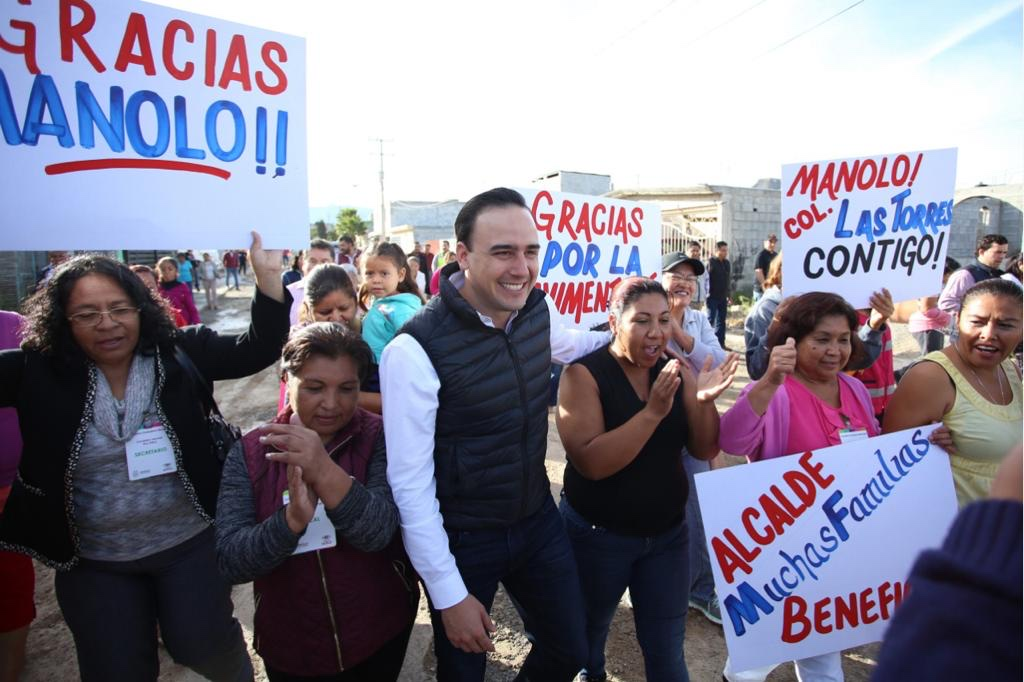
Recorrido por colonias de Saltillo

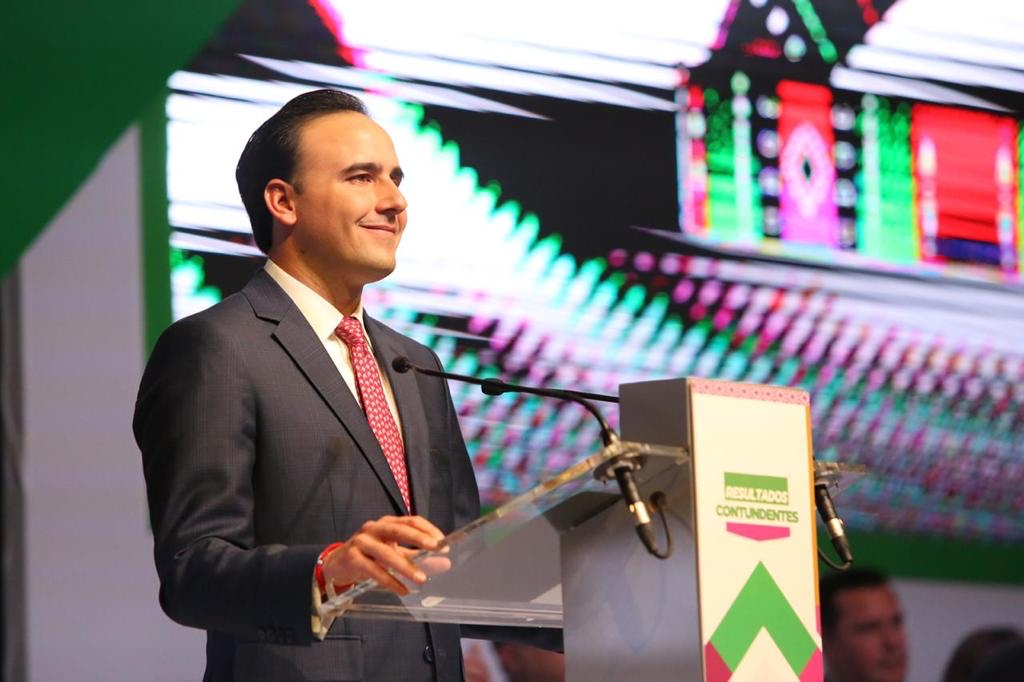
Informe de Gobierno como Presidente Municipal de Saltillo

En las elecciones municipales de 2017 contendió para ser presidente municipal para el periodo 2018 por la coalición formada por el Partido Revolucionario Institucional, el Partido Verde Ecologista de México, Nueva Alianza, el Partido Socialdemócrata Independiente y el Partido Joven. Obtuvo un total de 148 930 votos, lo que representa el 47.7% de los votos válidos. Con su triunfo, el Partido Revolucionario Institucional recuperó la alcaldía de la capital que había perdido ante el Partido Acción Nacional en las elecciones de 2013.
Posteriormente, por habilitación jurídica de las autoridades electorales, se permitió la reelección de alcaldes por lo que contendió de nueva cuenta en las elecciones de 2018 bajo las siglas del Partido Revolucionario Institucional, el Partido Verde Ecologista de México y Nueva Alianza. En esta contienda obtuvo el 50.7% de la votación válida emitida, es decir 174 706 votos. Con ello se convirtió en el presidente municipal electo de Saltillo más votado en la historia, además de convertirse también en el primer alcalde reelecto para un periodo posterior inmediato en la historia de la ciudad, y el octavo en toda la historia en ocupar el cargo en dos periodos distintos.
Durante su administración, el Instituto Nacional de Estadística y Geografía reportó que Saltillo se convirtió en uno de los cinco municipios más seguros del país y que su policía municipal era de las corporaciones más efectivas y confiables del país. De igual manera, según la revista Forbes, en los años de su gobierno, Saltillo se consolidó como la tercera ciudad con mayor calidad de vida en México. El Instituto Mexicano para la Competitividad lo ubicó durante dos años en el primer lugar del índice de competitividad urbana.
Como alcalde, creó el consejo ciudadano de contraloría y la figura del contralor ciudadano, logró una calificación de 100 en materia de transparencia, entregó las finanzas públicas con cero deuda en bancos y proveedores y un superávit de recursos financieros de libre disposición. También logró la participación activa de 150 mil ciudadanos trabajando en equipo con el gobierno municipal, de los cuales poco más de dieciséis mil se desempeñaron como testigos sociales que participaron en mil trescientos veintiún comisiones vecinales.
Durante la pandemia del COVID-19, difundió un publireportaje en la revista Forbes por el trabajo realizado para hacer frente a la contingencia y mantener un equilibrio entre la reactivación económica y el cuidado a la salud, esto pese a que incluso durante la implementación de dicho programa se reportaron cierres de negocios y no todas las empresas participantes justificaron correctamente la situación de riesgo para recibir los fondos públicos.
Dentro de las acciones que llevó a cabo está el apoyo a comerciantes y micro y pequeños empresarios, becas escolares y apoyos sociales a estudiantes, madres de familia y personal médico y de enfermería que se encontraron en la primera línea de batalla contra el COVID-19. Por iniciativa particular de su esposa se entregaron ventiladores e insumos médicos en la ciudad y en el resto del estado. La iniciativa no especificó de dónde provenían los fondos para dichos apoyos sociales.
En el 2021, la ruta turística Vinos y Dinos, desarrollada durante su administración y que combinó la riqueza paleontológica de la región sureste del estado y la vitivinicultura, se convirtió en la mejor ruta del mundo en su tipo al obtener el premio Excelencias 2021 de la Feria Internacional de Turismo.
Al final de su gestión, en diversos estudios de investigación, se posicionó como el alcalde mejor calificado del país. También recibió los premios a la mejor gestión integral gubernamental por la Federación Nacional de Municipios de México, al mejor sistema de apertura rápida de empresas por la CONAMER, así como el premio internacional “Escoba de Platino” por buenas prácticas al medio ambiente y limpieza.

### Secretario de desarrollo social

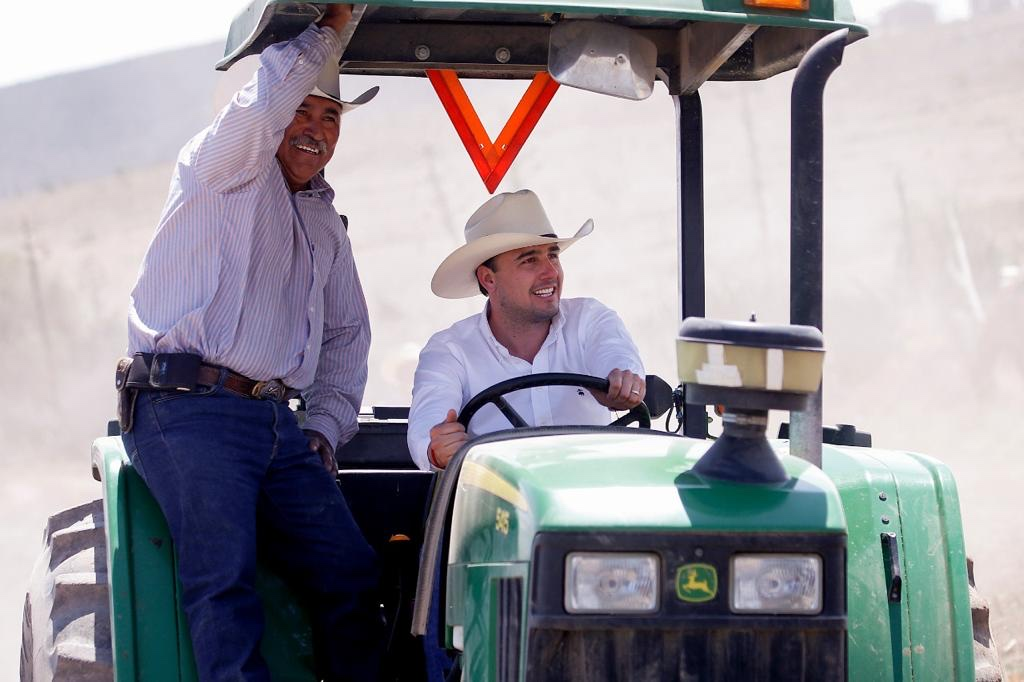
Informe de Gobierno como Presidente Municipal de Saltillo

El 1 de enero de 2022, el gobernador Miguel Riquelme Solís, lo designó como Secretario de Inclusión y Desarrollo Social del Estado de Coahuila, desde donde implementó la estrategia social conocida como “Mejora Coahuila” con la que han logrado beneficiar a más de 400 mil familias con apoyo alimentario e invertido más de 230 millones de pesos en obras de infraestructura social de agua potable, drenaje, pavimentación y recarpeteo, proyectos de electrificación, rehabilitación de canchas deportivas y restauración de plazas y escuelas.
En enero de 2023 renunció al cargo para participar en las elecciones a gobernador. Posteriormente se registró como precandidato a la gubernatura de Coahuila del Partido Revolucionario Institucional.

### Candidato a gobernador
El 4 de junio ganó las elecciones a gobernador con el 56 % de los votos, siendo Coahuila el único estado donde no hay alternancia política ya que desde 1929, todos los gobernadores electos de Coahuila han sido miembros del Partido Revolucionario Institucional 

### Labor como gobernador
El 1 de diciembre de 2023 tomo protesta como gobernador constitucional del Estado de Coahuila de Zaragoza y destacó el inicio de su gira por todo el estado conocida como 100 días Pa Delante en donde se enfoco en dotar de infraestructura a los en los 38 municipios de Coahuila que tuvieran carencia de agua, salud, drenaje y educación. 
El 30 de noviembre de 2024 se presentó el Primer Informe de Manolo Jiménez 
En el primer informe de gobierno, el gobernador, enfatizó mucho la importancia de la seguridad de Coahuila ya que a través de las diferentes acciones se invirtieron 800 millones de pesos en el rubro de seguridad en el cual se adquirieron 237 vehículos y 50 casetas móviles para las diferentes corporaciones policiales de orden estatal y municipal. 
En el eje de seguridad y orden los diferentes medios comunicativos resaltaron que Coahuila es uno de los estados más seguro de México, a lo cual se debe ya que en su administración se crearon diferentes arcos carreteros, así como la construcción y mejoramiento de instalaciones militares en las localidades de Muzquiz, Boquillas del Carmen, Encarnacion de Guzman, Guerrero, Juárez y Villa Unión. Además de ello se inició la construcción de siete nuevos cuarteles para la Policía Estatal de Coahuila ubicados en los municipios de Arteaga, Candela, Hidalgo, Progreso, Múzquiz, Ocampo y Torreón 
En el eje de desarrollo humano del informe de gobierno, se realizaron diversas acciones para mejorar la situación social de Coahuila. Se invirtieron 710 millones de pesos en el rubro de educación, con los cuales se otorgaron becas y apoyos para los estudiantes así como programas de fomento a la lectura y la enseñanza del inglés. También se inició la construcción de 152 espacios educativos, y la rehabilitación de 424 escuelas, así como el dotamiento de 552 mil paquetes de útiles escolares gratuitos que el Gobierno de Coahuila doto.  
En el rubro de salud se invirtieron 500 millones en la modernización de 14 hospitales generales y 133 centros de salud estatales, así como el mejoramiento de los sistemas de telemedicina con el nuevo centro estatal de telemedicina. También se instaló el Consejo Estatal de Salud Mental y Adicciones en el cual se crearon políticas públicas para solucionar y abordar los problemas de salud mental y el suicidio. Se creó el programa "Jóvenes Pa Delante" en el que se incrementó la participación de los jóvenes en las políticas públicas y mejoramiento de infraestructura para la juventud.

## Controversias
En septiembre del 2021 el sitio Border Hub publicó una investigación periodística en la cual acusó que el programa "Echados pa'Delante" fue utilizado durante la pandemia de Covid-19 para apoyar a un grupo de empresarios y miembros de la Canirac.
La publicación acusa que no se comprobó la cantidad de recursos que Jiménez Salinas aseguró haber invertido.
También señala que la organización "Apoyaré", operada por su esposa, Paola Rodríguez López, no informó del origen de los recursos entregados en lugares de la ciudad donde sí se comprobó que lo hizo el gobierno en manos de su esposo. Dicha organización difundió la entrega de ventiladores e insumos médicos en Saltillo y varias ciudades de Coahuila.
En enero de 2024, Marko Cortés, dirigente nacional del PAN, reveló documentos que detallan un acuerdo entre el PRI y el PAN para la repartición de cargos públicos en Coahuila, incluyendo nombramientos en el Poder Judicial y notarías. Este acuerdo, en el que estuvo involucrado Jiménez Salinas, fue ampliamente criticado y calificado por el presidente Andrés Manuel López Obrador como un "acuerdo mafioso" .